# Râul Mâzgana
Mâzgana este un râu afluent al râului Argeșel.